# Čingėltėj
Čingėltėj (in mongolo Чингэлтэй) è uno dei nove dùùrėg (distretti) in cui è divisa Ulan Bator capitale della Mongolia. A sua volta è suddiviso in 19 horoo (sottodistretti).